# Stigmatea ostruthii
Stigmatea ostruthii är en svampart som först beskrevs av Elias Fries, och fick sitt nu gällande namn av Oudem. ex Sacc. 1882. Stigmatea ostruthii ingår i släktet Stigmatea, klassen Dothideomycetes, divisionen sporsäcksvampar och riket svampar.   Inga underarter finns listade i Catalogue of Life.